# Техасский университет A&M в Сан-Антонио

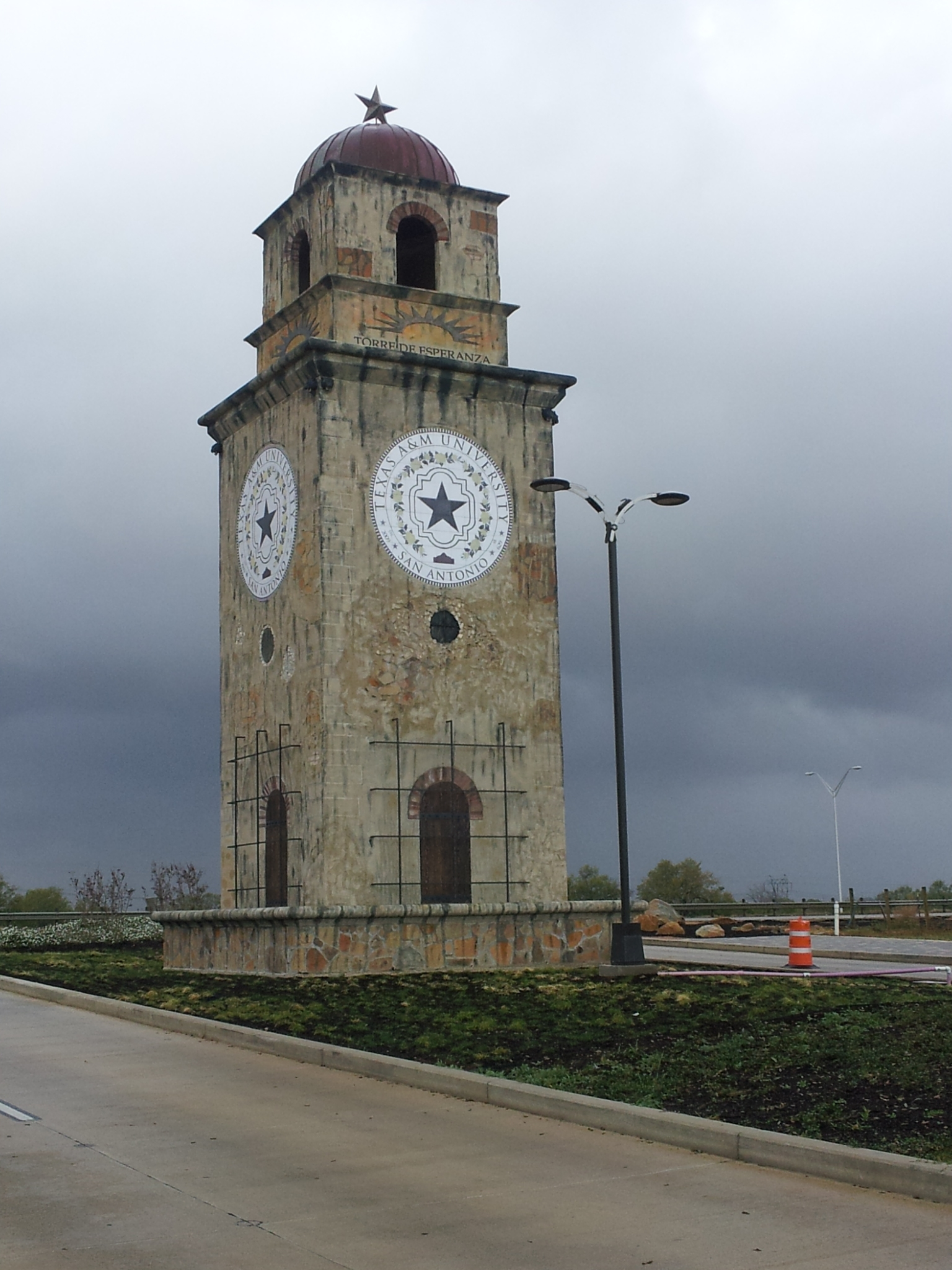
Башня, изображённая на логотипе

Техасский университет A&M в Сан-Антонио (англ. Texas A&M University–San Antonio) — американский государственный университет в Сан-Антонио, штат Техас.
Университет является частью системы Техасского университета A&M. Это первое учебное Техасской системы A&M, основанное в крупном городском центре. Университет был основан 23 мая 2009 года и провел свои первые занятия в качестве самостоятельного университета 20 августа 2009 года.

## История
Законодательное собрание Техаса обратилось к системе Техасского университета A&M с просьбой создать центр, который предлагал бы курсы для младших и старших классов в Южном Сан-Антонио, районе, который исторически недооценивался с точки зрения высшего образования. Такой центр был одобрен Координационным советом по высшему образованию Техаса в январе 2000 года.
Первоначально вуз открылся под названием Системный центр Техасский университет A&M в Кингсвилле (Texas A&M University-Kingsville System Center) — после того, как в 2006 году был принят билль «SB 629», автором которого был сенатор Фрэнк Мадла. Перед центром была поставлена задача к 1 января 2010 года достичь количество учащихся в нём в 1500 человек. Учебное заведение временно проводил занятия в школе Olivares Elementary School — бывшей Независимой школе южного округа Сан-Антонио. Временный кампус позволил университету достичь поставленной цели по набору студентов.
Строительство постоянного кампуса университета началось после того, как Попечительский совет системы Техасского университета A&M утвердил окончательные планы в марте 2010 года. Церемония закладки фундамента состоялась 7 мая 2010 года. Строительство первого здания — имени сенатора Фрэнка Мадла, было завершено летом 2011 года, и преподаватели с сотрудниками переехали в него как раз к осеннему набору 2011 года.

## Деятельность
В настоящее время Техасский университет A&M в Сан-Антонио предлагает 26 степеней бакалавра и 13 ученых степеней. Является вторым в новейшей истории учебным заведением системы Техасского университета A&M (после Техасского университета A&M в центральном Техасе) и вторым государственным университетом Сан-Антонио.
Университет планирует к 2025 году набрать 25 000 студентов. Строительство постоянного главного кампуса началось в начале 2012 года после официального одобрения фонда развития университета в размере 75 миллионов долларов от Попечительского совета Техасской системы A&M System. Намечено шесть этапов развития кампуса к 2025 году.
Техасский университет A&M в Сан-Антонио имеет полную аккредитацию для присуждения степеней бакалавра и магистра от Южной ассоциации колледжей и школ. В составе университета следующие академические подразделения:
- College of Arts and Sciences
- College of Business
- College of Education and Human Development
- Office of Research and Graduate Studies

Первым президентом университета с 2010 года была Мария Эрнандес Ферриер (Maria Hernandez Ferrier). В 2014 году её сменила Синтия Теньенте-Матсон, являющаяся президентом в настоящее время.